# 南斯拉夫解體
南斯拉夫解體是指一系列的衝突和政治動盪使得南斯拉夫社會主義聯邦共和國解體的過程。南斯拉夫社會主義聯邦共和國的領土自中歐延伸到一個歷史上多次發生民族衝突的地區「巴爾幹半島」。南斯拉夫大致按照民族界線分為六個共和國和兩個自治省，共和國和自治省的界線大致按照民族分佈來劃分。在1990年代，南斯拉夫分裂為數個獨立的國家。南斯拉夫的八個聯邦構成單位包括了六個共和國：斯洛文尼亞、克羅地亞、波斯尼亞和黑塞哥維那、馬其頓、蒙特內哥羅、塞爾維亞，以及塞爾維亞境內的兩個自治省：科索沃和伏伊伏丁那。波黑的人口結構中，塞爾維亞人所占比例为百分之三十多，克羅地亞人所占比例为17%左右，雙方都試圖擁有波斯尼亞和黑塞哥維那地區大部份的主權，從而展開了紛爭，引發了南斯拉夫內戰。

## 起因

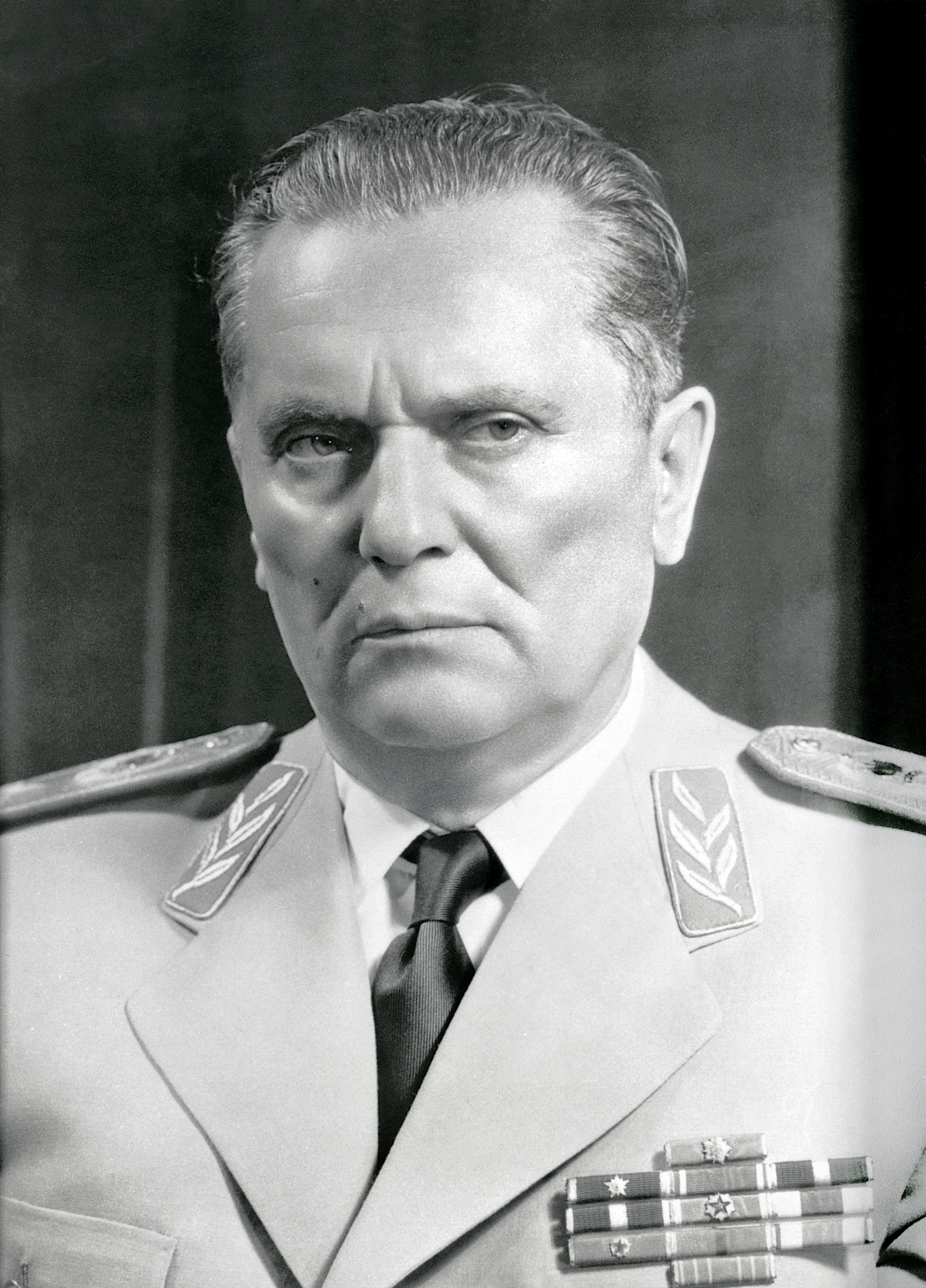
約瑟普·布羅茲·铁托，南斯拉夫總統（1953–1980），也曾是南斯拉夫總理（1945–1963）

### 歷史
最重要的促使南斯拉夫民族關係不和的因素是在南斯拉夫王國時期民族不滿塞爾維亞在王國內獨大、于二戰期間由德國、意大利等佔領者的殖民及克羅埃西亞獨立國所發起種族滅絕；好高騖遠的大塞爾維亞的想法；以及巴爾幹半島的泛斯拉夫主義思想。
在二戰之前，主要的緊張是由於南斯拉夫王國多樣的民族以及在人口上佔據優勢的塞爾維亞人的統治。關係的緊張源於雙方對新國家的構想完全不同。克羅地亞人希望建立一個聯邦制國家，他們將獲得比奧匈帝國時期更多的自治權。在奧匈帝國時期，克羅地亞人只在教育、法律、宗教和45%的稅收上享有自治權。塞爾維亞人則傾向認為新國家上是塞爾維亞的盟國獎勵其在一戰中做出的貢獻，並且只是塞爾維亞王國的領土擴大而已。
兩個民族之間的緊張狀態經常引發公開衝突，以塞爾維亞人為主的國家安全機構在選舉期間進行干涉活動，并暗殺聯邦議會中反對塞爾維亞人君主專制的克羅地亞人政治領袖，如斯捷潘·拉迪奇。这些暗殺导致主張保護人權的人士，以及阿爾伯特·愛因斯坦等知識份子的异议。在這種高壓的環境之下，激進派反對組織烏斯塔沙創建了。
在二戰期間，軸心國侵略了南斯拉夫，德國、意大利、匈牙利及保加利亞瓜分了其國土，并建立了名為克羅地亞獨立國及塞爾維亞救國政府的傀儡國。克羅地亞獨立國的領土包括了今天的克羅地亞和波黑，意大利和德國還指派烏斯塔沙黨魁安特·帕維里奇擔任克羅地亞獨立國的領導人。
烏斯塔沙認為塞爾維亞少數民族是塞爾維亞擴張政策的第五縱隊，并實施了迫害塞爾維亞人的政策。在烏斯塔沙的計劃中，三分之一的塞爾維亞人將被殺害，三分之一將被驅逐，剩下的三分之一將強制他們信仰天主教并和克羅地亞人同化。與此同時，塞爾維亞人米蘭·內迪奇被德國派為塞爾維亞救國政府的領導人，他招募塞爾維亞人加入蓋世太保和塞爾維亞義工隊。
意大利的克羅地亞政權及德國的塞爾維亞政權因為德國和意大利縱容他們的傀儡政權實行種族滅絕，加劇了克羅地亞和塞爾維亞民族、及其它南斯拉夫民族之間的仇恨。共產黨在1941-45年組織了反法西斯的遊擊隊，隨著戰爭尾聲蘇聯大規模反攻納粹德國，鐵托領導的共產黨最終建立了南斯拉夫社會主義聯邦共和國。
南斯拉夫官方在戰後估計在二戰中南斯拉夫有1,704,000犧牲。在1980年代，歷史學家Vladimir Žerjavić和Bogoljub Kočović認為，實際犧牲人士約有100萬，其中有330,000–390,000名塞爾維亞人是在克羅地亞及波斯尼亞犧牲的。
在新的南斯拉夫，仍然有分權派和集權派的對立，主要是克羅地亞人和斯洛文尼亞人要求更多的自治權，而塞爾維亞人則多是集權派。並且發生過要求更多自治權的示威活動（如克羅地亞之春），但遭到了鎮壓。1974年憲法是對維持聯邦架構和確認民族權力的嘗試。

### 經濟崩潰和國際環境
南斯拉夫曾是一個區域性的經濟強國，並在經濟上取得了成功。從1960年到1980年期間，南斯拉夫的國內生產總值（GDP）以年均6.1%的速度增長。南斯拉夫的醫療系統是免費的，識字率達到了91%，並且預期壽命達到了72歲。然而在經歷了西方經濟體對南斯拉夫十年的援助和五年的解體、戰爭、抵制和禁運后，南斯拉夫經濟崩潰了。
南斯拉夫是一個獨特的國家，其中東方陣營和西方陣營國家之間維持了平衡。南斯拉夫的總統約瑟普·布羅茲·鐵托是77國集團的創始者之一。更重要的是，南斯拉夫扮演了西方國家和蘇聯之間緩衝國的角色，也使得蘇聯無法在地中海擁有據點。
然而，在鐵托去世之后，米哈伊尔·戈尔巴乔夫掌權，蘇聯實施了經濟改革和開放政策，西方國家認為蘇聯已經足夠安全，南斯拉夫不再擁有重要的戰略地位。雖然南斯拉夫維持了不結盟政策並和歐洲共同體及美國都有著貿易往來，里根美国政府曾就南斯拉夫的經濟狀況製作過一份機密報告，1984年國家安全決策指引中有「美國對南斯拉夫政策」（NSDD 133）一節，在1990年解密的版本中（NSDD 54），記載了1982年以來美國對東歐的政策。其中記載有「努力擴大和推動和平演變」以推翻東歐的共產黨和共產黨政權，使東歐重新回到市場經濟。
1973年石油危機加上和西方國家的貿易障礙，嚴重阻礙了南斯拉夫經濟的快速增長。爲了解決這些問題，南斯拉夫參加了國際貨幣基金組織（IMF），并從其獲得貸款。南斯拉夫也因此拖欠了IMF大量債務，作為獲得貸款的條件，IMF要求南斯拉夫實現市場自由化。至1981年，南斯拉夫已經有19.9億美元的外債。另外，南斯拉夫在1980年有100萬的高失業人口（約14%的失業率），而且自1976年後將近15年的失業率都在13%以上；1980年代除了17%的失業率外（不計算13%的勞動人口、共一百萬到外國的就業人口），另有20%的勞動人口經常性就业不足（短工、臨時工與非正職工作），其中失業者有60%是25歲以下的青年人。這代表長年的經濟困難與貧富不均，使民族矛盾與仇恨的累積不斷深化，多年下來的加柴添火，使1991年國家解體前的深層局勢已如乾柴烈火。
南斯拉夫國內經濟發展水準差距很大，北部較發達地區的財政收入有很大一部份被用來補貼南部欠發達的地區，而南斯拉夫的經濟危機加劇了這個問題，也引發了斯洛文尼亞人和克羅地亞人的不滿，譬如即使全國失業率在1976年後翻倍至14%，但斯洛維尼亞的失業率總是低於5%，克羅地亞則低於10%；但馬其頓與科索沃卻總是超過20%。在1979年到1985年期間，南斯拉夫人的實際收入水準下降了25%，大量的技術工人與專業菁英移民到西德等地另尋出路。1988年，南斯拉夫僑民從海外寄往南斯拉夫的匯款達4.5億美元，1989年這一數字達6.2億美元，占當時世界總量的19%以上。
通貨膨脹問題也在1980年代急速惡化，從1970年代平均20%的通膨率，增加到1980年27%、1982年40%、1987年167%，甚至1989年底一度飆到1,000%，不但經濟多年負成長，1990年工業生產下降8.7%，許多公司連工資都付不出來，國家經濟基本上崩潰了。

### 結構性問題
聯邦體制使得各共和國之間的關係日益緊張，共產黨希望通過支持民族自決來開始減弱聯邦體制的控制權。在1974年憲法制定后，塞爾維亞的科索沃和伏伊伏丁那兩個自治省獲得了大量自治權。這引發了塞爾維亞的恐懼，並且還對塞爾維亞民族主義產生影響。大部份塞爾維亞人都視科索沃為「民族的搖籃」，並且不能接受失去科索沃。而聯邦對欠發達地區的補貼，也引發較發達的斯洛文尼亞和克羅地亞的不滿。在鐵托去世之後，南斯拉夫實施了主席團集體領導制度，國家領導人由各共和國的總統輪流擔任，導致權力真空的出現。

### 民族主義
在1989年6月28日，塞爾維亞紀念塞族神聖的科索沃戰役600周年時，斯洛博丹·米洛舍維奇曾在20萬塞爾維亞人面前演講，大肆推崇塞爾維亞偉大的歷史，怒濤洶湧地鼓動起大塞爾維亞主義。米洛舍維奇還認為聯邦制度無能，要求建設集權的政府。他還認為斯洛文尼亞和克羅地亞正試圖謀求獨立，并認為這是不能接受的。斯洛文尼亞在1991年宣佈獨立，并爆發了十日戰爭，斯洛文尼亞獲勝。而克羅地亞也宣佈獨立。南斯拉夫開始解體。

#### 南斯拉夫各國解體事件一覽表
| 国家 （斜体不被普遍承认） | 前加盟共和國                               | 引發獨立事件                              | 獨立戰爭                 | 獨立時間                                                      | 首個承認獨立的國家及国际组织 |
| 1990年代                  | 1990年代                                   | 1990年代                                  | 1990年代                 | 1990年代                                                      | 1990年代                     |
| ------------------------- | ------------------------------------------ | ----------------------------------------- | ------------------------ | ------------------------------------------------------------- | ---------------------------- |
| 斯洛維尼亞                | 斯洛維尼亞社會主義共和國                   | 1990年斯洛維尼亞獨立公投                  | 十日战争                 | 1990年12月23日（公投） 1991年6月25日（正式獨立）              | 德国                         |
| 1991—1999年代             |                                            |                                           |                          |                                                               |                              |
|                           | 克羅埃西亞社會主義共和國                   | 1991年克羅埃西亞獨立公投                  | 克羅地亞戰爭             | 1991年5月19日（公投） 1991年6月25日（正式獨立）               | 欧盟 · 奥地利                |
| 北馬其頓                  | 馬其頓社會主義共和國                       | 1991年馬其頓獨立公投                      | 馬其頓紛爭（2001年顯現） | 1991年9月8日（公投） 1991年9月17日（和平獨立）                | 斯洛維尼亞                   |
|                           | 社會主義共和國                             | 1992年波士尼亞與赫塞哥維納獨立公投        | 波斯尼亞戰爭             | 1992年2月29日（公投） 1992年4月6日（美國承認獨立）            | 保加利亚                     |
| 塞族共和國                | 社會主義共和國                             | 1993年塞族共和国全民投票                  | 波斯尼亞戰爭             | 1992年2月9日（首次獨立） 1995年12月14日（回歸波黑；代頓協議） | 南斯拉夫联盟共和国           |
| 2000年代                  |                                            |                                           |                          |                                                               |                              |
| 蒙特內哥羅                | 蒙特內哥羅社會主義共和國                   | 2006年黑山獨立公投                        | 不適用                   | 2006年5月21日（公投） 2006年6月3日（正式獨立）                | 爱沙尼亚 · 法國              |
| 科索沃                    | 塞爾維亞社會主義共和國科索沃社會主義自治省 | 1991年科索沃獨立公投 2008年科索沃獨立宣言 | 科索沃戰爭               | 2008年2月17日（正式宣佈獨立）                                 | 阿尔巴尼亚                   |

## 憲法爭論和民族主義（1974–1987）

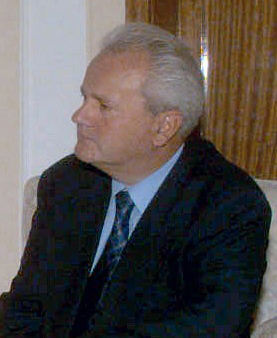
塞爾維亞總統斯洛博丹·米洛舍維奇。他推進大塞爾維亞主義，維護南斯拉夫的統一和廢除科索沃的自治權，使得民族之間關係緊張。

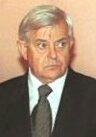
斯洛文尼亞總統米蘭·庫昌。他努力維持科索沃的自治權，對抗米洛舍維奇。對科索沃的阿爾巴尼亞人展開的迫害使他受到衝突是其中理由之一，但其主要目的是獲得斯洛文尼亞國內共產主義者的支持。庫昌在1991年促成了斯洛文尼亞獨立。

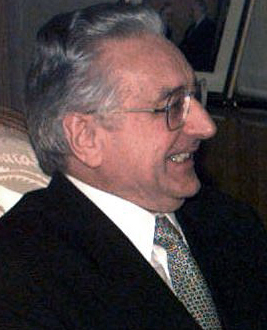
克羅地亞總統弗拉尼奧·圖季曼。他拒絕希望和塞爾維亞統一的克羅地亞國內塞爾維亞人的自治要求。因此在克羅地亞獨立時，克羅地亞國內的克羅地亞人和塞爾維亞人之間發生了暴力衝突。

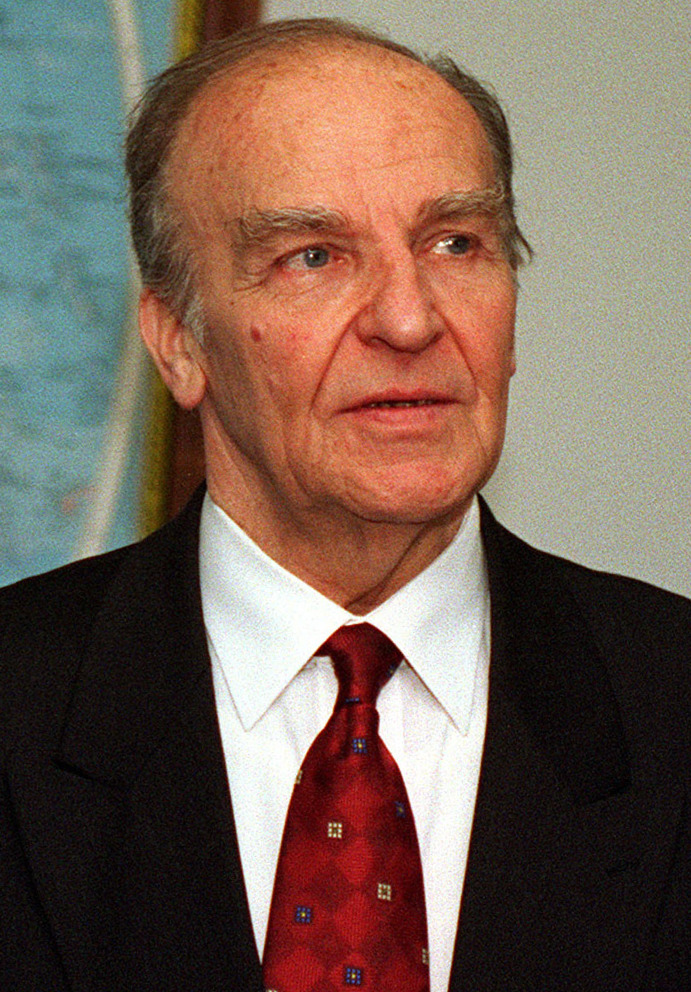
波士尼亞赫塞哥維納總統阿利雅·伊澤特貝戈維奇。他推動波士尼亞赫塞哥維納獨立，認為波斯尼亞不是大塞爾維亞的一部份。波黑的獨立並不符合希望留在南斯拉夫的塞爾維亞人的希望，并進一步發展至波黑戰爭。

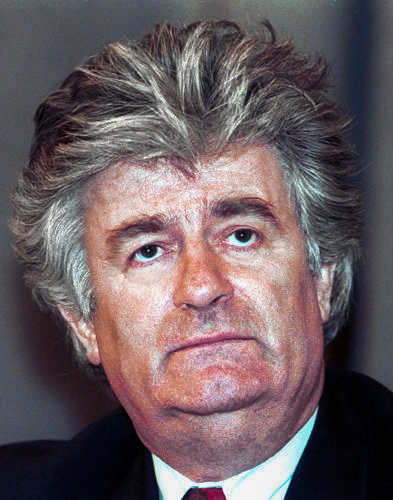
波黑的塞族共和國總統拉多萬·卡拉季奇。他試圖阻止塞爾維亞人居住的土地從南斯拉夫分離，採取了攻擊性的政策。波斯尼亞的塞爾維亞人武裝勢力在波黑戰爭中進行了種族滅絕等諸多野蠻行徑，卡拉季奇指示并支持了這些行為。

### 1974年憲法
在1974年，南斯拉夫通過了新憲法。南斯拉夫1974年憲法規定，南斯拉夫設立聯邦主席團，聯邦主席團由八人組成，分別來自南斯拉夫的六個共和國和塞爾維亞社會主義共和國的兩個自治省科索沃社會主義自治省和伏伊伏丁那社會主義自治省。
自南斯拉夫社會主義聯邦共和國于1945年成立以來，塞爾維亞就包括了這兩個自治省。1974年憲法大幅增加了自治省的權力，自治省獲得了幾乎和各共和國一樣的自治權，這削弱了塞爾維亞對自治省的影響力。而在聯邦主席團中，兩個自治省也并不是總和塞爾維亞步調一致。這在塞爾維亞國內引發了反感，一些民族主義知識分子認為塞爾維亞被分裂了。

### 鐵托之死
在南斯拉夫總統約瑟普·布羅茲·狄托在1980年5月4日去世后，南斯拉夫各民族之間的關係就日益緊張。西方觀察家和許多南斯拉夫人都認為，鐵托的逝世削弱了該國的凝聚力。1986年，塞爾維亞科學與藝術學會（SANU）發表了塞爾維亞在南斯拉夫地位備忘錄，反對塞爾維亞中央政府權力削弱，這激化了民族主義情緒。
在塞爾維亞的科索沃社會主義自治省，塞爾維亞人和科索沃的關係日益緊張。在1980年代，科索沃的阿爾巴尼亞人要求獲得共和國的地位，這將使得科索沃和其他共和國一樣，有退出聯邦的權利。對塞爾維亞人來說，科索沃若脫離塞爾維亞成為聯邦的構成共和國，將會切斷塞爾維亞在歷史、民族和文化方面與科索沃的聯繫。若科索沃退出聯邦，這種喪失感將更加強烈。

## 塞爾維亞民族主義的崛起（1987–1988）

### 斯洛博丹·米洛舍維奇
1987年，爲了減輕科索沃的塞爾維亞人對阿爾巴尼亞人主導的科索沃省政府的抗議運動，塞爾維亞共產黨領袖斯洛博丹·米洛舍維奇被調職往科索沃。米洛舍維奇曾是堅定的共產主義支持者，曾非難所有的民族主義都是叛變的行為。米洛舍維奇還曾批評主張南斯拉夫被克羅地亞人掌控、塞爾維亞人被壓制的塞爾維亞在南斯拉夫地位備忘錄，聲稱「這除了宣傳黑暗的民族主義以外什麽都不是」。然而，科索沃的自治權在塞爾維亞常被嫌惡，米洛舍維奇爲了利用這種狀況獲得支持，放棄了之前作為傳統共產黨在科索沃問題上的中立立場。米洛舍維奇對塞爾維亞人承諾「阿爾巴尼亞人對塞爾維亞人的迫害應該停止」。米洛舍維奇還批評塞爾維亞及南斯拉夫的保守派共產黨領導人，要求縮小科索沃和伏伊伏丁那的自治權。這些行為使得米洛舍維奇獲得了塞爾維亞人很高的支持，米洛舍維奇獲得了塞爾維亞領導人的地位。米洛舍維奇和他的支持者採取了要求奪回塞爾維亞在南斯拉夫框架內失去的力量的攻擊性民族主義政策，承諾保護塞爾維亞和塞爾維亞人。在1988年的集會上，米洛舍維奇關於南斯拉夫中塞爾維亞被置於的立場，明確的發表了自己的見解。
「不論是在祖國還是異國，塞爾維亞的敵人正團結起來挑戰我們。讓我們告訴他們，『我們並不恐懼』、『我們不辭一戰』!
 — 斯洛博丹·米洛舍維奇、1988年11月19日
而在另一個場合，米洛舍維奇還做出了這樣的發言。
我們塞爾維亞人爲了維護塞爾維亞的利益將採取所有形式的行動，不論合憲或違憲，不論合法或違法，不論遵從黨則或不遵從。
 — 斯洛博丹·米洛舍維奇

### 反官僚主義革命
隨后在塞爾維亞和黑山發生的一系列被稱為「反官僚主義革命」的叛亂，米洛舍維奇在夫伊伏丁那、科索沃、黑山都掌控了權力。
作為對這些事件的回應，科索沃的阿爾巴尼亞人礦工組織了罷工，要求恢復自治權。這引發阿爾巴尼亞人和塞爾維亞人在科索沃全省展開衝突。在1980年代，科索沃77%的人口是阿爾巴尼亞人，阿爾巴尼亞人已是科索沃的多數族群。科索沃地區塞爾維亞人比例的下降持續了一個世紀，這是阿爾巴尼亞人在二戰期間進行的種族清洗的結果。1999年，塞爾維亞人只占科索沃人口的10%。然而，對此也存在爭議，例如歷史學界Misha Glenny在他的著作《巴尔干人》中就認為，塞爾維亞人離開科索沃不只是因為迫害，也有經濟上的原因。此外，阿爾巴尼亞人的出生率也比塞爾維亞人更高。
同時，克羅地亞社會主義共和國和斯洛文尼亞社會主義共和國支持阿爾巴尼亞人礦工的抗議行為。斯洛文尼亞的國營報紙刊出了將米洛舍維奇和意大利的法西斯獨裁者贝尼托·墨索里尼相比較的文章。米洛舍維奇認為這些批判沒有根據，批評「這是在煽動對塞爾維亞的恐懼」。米洛舍維奇支配下的塞爾維亞國營媒體則稱這是在煽動斯洛文尼亞和科索沃的分離主義，以此作為對斯洛文尼亞的回應。罷工行為進一步升級為大規模遊行，要求科索沃升級為第七個共和國。這激怒了塞爾維亞統治當局，他們繼續使用警察部隊鎮壓示威。後來，塞爾維亞人控制的主席團更派出南斯拉夫聯邦軍隊鎮壓示威。

## 塞爾維亞控制聯邦主席團（1989）
1989年2月，科索沃代表，阿爾巴尼亞人阿塞姆·弗拉西被解職，其職務被米洛舍維奇的支持者取代。科索沃的阿爾巴尼亞人發起了要求恢復弗拉西地位的抗議行動，弗拉西也支持這些抗議行動。對此，米洛舍維奇的支持者認為這是針對塞爾維亞和南斯拉夫的反動革命，向南斯拉夫政府武力鎮壓阿爾巴尼亞人的抗議行動。如同米洛舍維奇的計劃，在貝爾格萊德的南斯拉夫議會外，支持米洛舍維奇的塞爾維亞人舉行了抗議行動。這場抗議行動要求南斯拉夫進入科索沃，保護塞爾維亞人并鎮壓阿爾巴尼亞人的抗議行動。2月27日，南斯拉夫大統領評議会的斯洛文尼亞代表米蘭·庫昌反對塞爾維亞人的要求，離開貝爾格萊德，公開支持要求恢復弗拉西地位的阿爾巴尼亞人抗議運動。據1995年播出的英國廣播公司（BBC）的紀錄片「南斯拉夫之死」，1989年，庫昌對塞爾維亞和其的兩個自治省，以及黑山的米洛舍維奇發起的「反官僚主義革命」的成功抱有不安，并指出若不能停止這一趨勢在科索沃的進展，庫昌所統治的小國將會成為米洛舍維奇支持者的下一個目標。塞爾維亞的國營電視台批判庫昌是分離主義者、叛徒、科索沃分離主義的支持者。
在貝爾格萊德，塞爾維亞人組織的要求介入科索沃的抗議行動仍在繼續。米洛舍維奇在和聯邦主席團的塞爾維亞代表佩塔爾·古拉查尼討論科索沃問題時，要求他不得中止抗議運動。也因此米洛舍維奇成功塑造要求鎮壓科索沃的阿爾巴尼亞人運動的米洛舍維奇一方獲得了眾多支持的形象，也有給其他主席團成員施壓的目的。塞爾維亞議會的議長，米洛舍維奇的強力盟友博里薩夫·約維奇在和南斯拉夫聯邦主席團主席，波黑代表拉伊夫·迪茲達雷維奇會談時要求南斯拉夫聯邦政府服從塞爾維亞的要求。迪茲達雷維奇在和約維奇會談時指出「是你們（塞爾維亞人政治家）組織示威，你們要控制事態。」。約維奇否定他和抗議行動有關。迪茲達雷維奇試圖通過和抗議運動的参加者以穩定事態。他宣揚南斯拉夫的統一。迪茲達雷維奇做出了如下的演講:
我們的父輩們爲了南斯拉夫的建國而付出了生命。我們不能走上民族對立的道路。我們要堅持兄弟友愛和統一的道路。
 — 拉伊夫·迪茲達雷維奇、1989年 
這則聲明雖然使迪茲達雷維奇獲得了很多讚揚，但塞爾維亞人的抗議運動仍在繼續。約維奇對塞爾維亞人進行了熱情的煽動，并聲稱米洛舍維奇將會來到抗議運動的現場對抗議進行支持。米洛舍維奇抵達抗議現場之後，讚揚了抗議者，并聲稱塞爾維亞人對抗舊有的官憲的戰爭正在逐漸取得勝利。在群眾中間發出了「逮捕弗拉西！」的聲音。米洛舍維奇雖然可能沒有聽見這些聲音，但是他對民眾表示不論是誰，只要阻礙南斯拉夫統一的人都應該被逮捕并接受處罰。翌日，黨評議會接受了塞爾維亞的要求，南斯拉夫軍隊被派往科索沃，弗拉西被逮捕。
弗拉西被逮捕之後，支持米洛舍維奇并曾參加要求解職弗拉西抗議的科索沃的塞爾維亞人試圖前往斯洛文尼亞，并組織名為「真相集會」的活動，批評庫昌是南斯拉夫的叛徒，要求他下台。塞爾維亞人抗議者試圖乘坐列車進入斯洛文尼亞，但克羅地亞封鎖了國境，抗議者遭到了阻攔。

## 走向分裂（1990）

### 多黨制選舉
在1990年1月舉行的南斯拉夫共產主義者聯盟第14次大會上出現了政治危機。米洛舍維奇支配下的塞爾維亞強烈主張塞爾維亞人的權利，在共產主義者联盟的會議上要求實施黨員一人一票的制度。由於塞爾維亞人在人數上佔據優勢，實施一人一票制度將對塞爾維亞非常有利。斯洛文尼亞和克羅地亞反對這一方案，並且要求獲得更多的自治權。塞爾維亞和黑山的代表對斯洛文尼亞施壓，威脅將對所有斯洛文尼亞提出的改革案投反対票，試圖使其贊成新的投票方式。斯洛文尼亞和克羅地亞的代表們拒絕了要求，于1990年1月23日宣佈退出共產主義者联盟。在此之後，共產主義者联盟崩潰，南斯拉夫所有的構成國都實施了多黨制。
1990年之後，南斯拉夫的各構成共和國都舉行了基於多黨制的選舉，共產主義各政黨未能在選舉中取勝，失去了執政地位。在幾乎所有的共和國，民族主義勢力都取而代之掌握了政權。各共和國的新政府都承諾會保護南斯拉夫國內外自己民族的人民。而在塞爾維亞，斯洛博丹·米洛舍維奇當選塞爾維亞總統，塞爾維亞和黑山逐漸傾向于建立一個以塞爾維亞人為主的南斯拉夫。

### 克羅地亞民族關係的緊張
在克羅地亞，民族主義政黨克罗地亚民主共同体在選舉中獲勝，弗拉尼奧·圖季曼掌握了政權，他承諾會保護克羅地亞免受米洛舍維奇的威脅。居住在克羅地亞的塞爾維亞人反感圖季曼的民族主義者政府，在1990年于克寧組織了名為克拉伊納的分離主義地方政權。克拉伊納的政府聲稱，如果克羅地亞自南斯拉夫分離，那麼他們就會從克羅地亞分離，和塞爾維亞一起留在南斯拉夫。塞爾維亞政府支持克羅地亞的塞爾維亞人分離主義運動，主張對塞爾維亞人來說，圖季曼政權和法西斯的克羅地亞獨立國相同。克羅地亞獨立國是第二次世界大戰期間由法西斯組織烏斯塔沙支配，殺害過眾多塞爾維亞人的意大利控制下的保護國。米洛舍維奇將圖季曼和克羅地亞獨立國相提並論的做法被用來支持塞爾維亞人反對克羅地亞政府的運動。塞爾維亞的報紙刊出了「兩百萬塞爾維亞人已經做好和克羅地亞作戰的準備了嗎」的文章。塞爾維亞還在既沒有保障也沒有得到南斯拉夫中央銀行的許可的情況下，印刷了相當于18億美元的紙幣。
克寧的塞爾維亞人爲了成功發起對圖季曼支配的克羅地亞政府的叛亂，在當地的警官米蘭·馬爾蒂奇的指導下，試圖確保獲得武器的途徑。克寧市長等克羅地亞的塞爾維亞人政治家于1990年8月和南斯拉夫議會的議長博里薩夫·約維奇會面，要求聯邦議會做出阻止克羅地亞從南斯拉夫分離的行動。他們主張在圖季曼的民族主義政權之下，塞爾維亞人已被逼入險境。在會議中，軍隊的指揮官佩塔爾·古拉查尼傳授給克羅地亞的塞爾維亞人政治家組織分離運動、修築堡壘和收集武器的方法。還對他們說「如果收集不到其他武器，就要用獵槍」。克羅地亞的塞爾維亞人發起的暴動被稱為「圓木革命」。這個名稱由來自他們砍伐樹木，將其用來封鎖道路，以阻止克羅地亞人進入克寧，阻斷了其和克羅地亞沿海地區（達爾馬提亞地區）的交通。在BBC的紀錄片「南斯拉夫之死」中，這一時期的克羅地亞的電視台批判「圓木革命」是「爛醉的塞爾維亞人正在試圖將嚴重的問題淡化」。然而，封鎖導致克羅地亞的觀光業受到了巨大的損失。克羅地亞政府拒絕和塞爾維亞人分離主義者談判，決定用武力鎮壓這些行為。克羅地亞爲了鎮壓叛亂，將武裝過的特殊部隊用直升機運輸到當地。然而，正當他們試圖將裝備帶入克寧時，南斯拉夫空軍出現了，並對他們的行為做出了妨礙。直升機的飛行員稱，南斯拉夫空軍爲了阻止直升機進入而派出了戰鬥機，并警告如果不返回基地就要撃毀直升機。克羅地亞人被迫返回薩格勒布的基地。1990年12月21日，克拉伊納宣佈自己是獨立的政治實體，領導人是米蘭·巴比奇。
在首次多黨制選舉之後，斯洛文尼亞、克羅地亞和馬其頓于1990年秋季提議將聯邦改為一個鬆散的由六個共和國組成的國家聯合，但是米洛舍維奇都拒絕了。米洛舍維奇認為，和斯洛文尼亞人及克羅地亞人一樣，塞爾維亞人也有民族自決的權利。在1990年12月，斯洛文尼亞舉行了決定是否獨立的公投，絕大多數人（占斯洛文尼亞有選舉權人數的88.5% ）都選擇支持獨立。

## 分裂和戰爭（1991–1992）

南斯拉夫內戰形勢

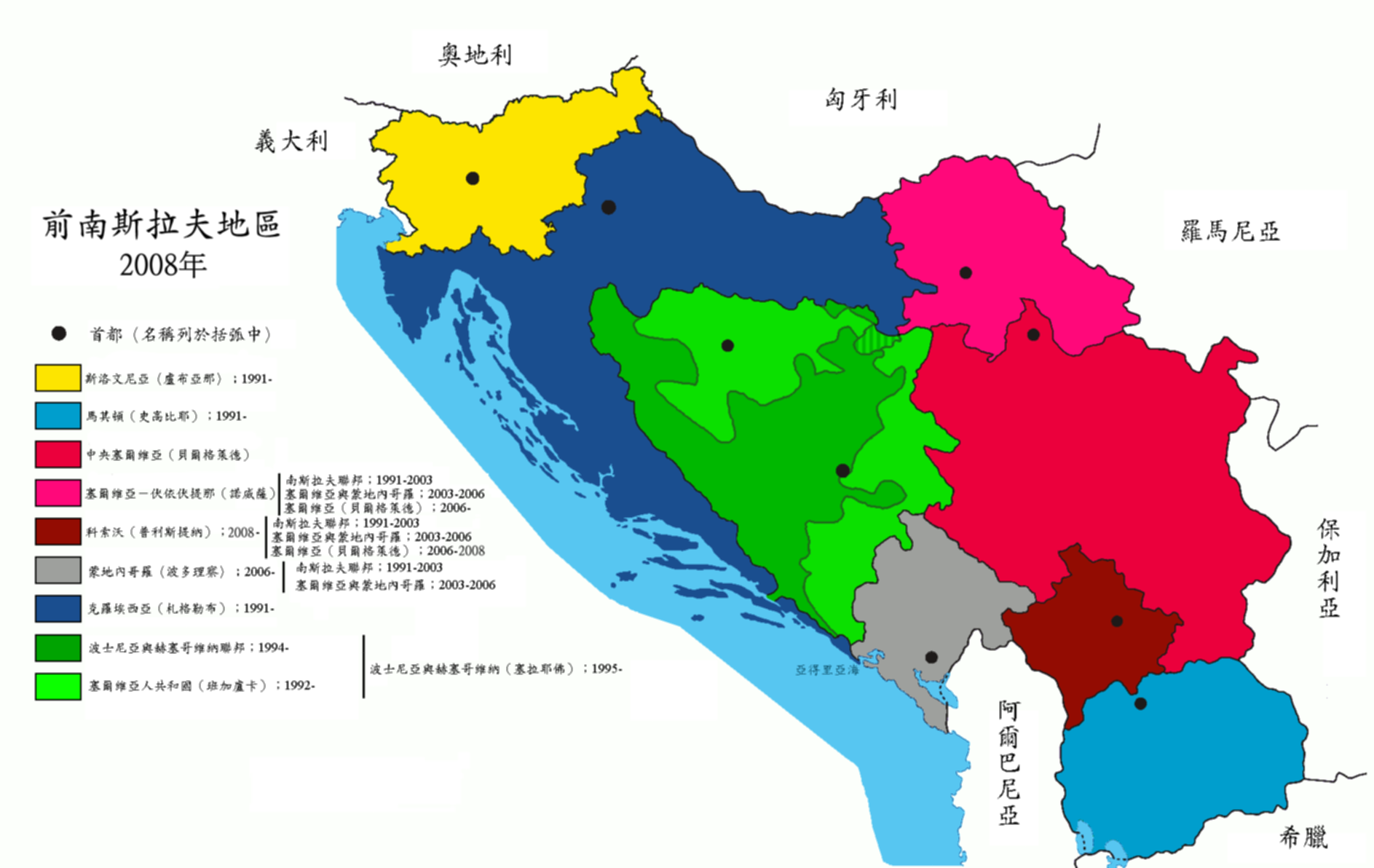
2008年時自前南斯拉夫獨立出來的新國家

### 獨立公投
- 斯洛文尼亞 – 在1990年12月23日舉行的公投中，88.5%的投票者支持獨立（投票率94.8%）。斯洛文尼亞在1991年6月25日宣佈獨立[21][22]。
- 克羅地亞 – 在1991年5月2日舉行的公投中，93.24%的投票者支持獨立，克羅地亞在1991年6月25日宣佈獨立。
- 馬其頓 – 在1991年9月8日舉行的公投中，95.26%的投票者支持獨立，馬其頓在1991年9月25日宣佈獨立。
- 波黑 – 在1992年2月29日和3月1日舉行的公投中，92.7%的投票者支持獨立，波黑在1992年3月3日宣佈獨立。

斯洛文尼亞、克羅地亞和波黑于1992年5月22日加入聯合國，馬其頓于1993年4月8日加入聯合國。

### 分裂和回應
在1991年1月，KOS（南斯拉夫的反間諜組織）公開了一個秘密會議的視頻，在視頻中，有克羅地亞人國防部長馬丁·斯皮格爾和兩個其他人出現。斯皮格爾宣傳他們正在和聯邦軍隊作戰，並對另外二人下達了要求走私武器的指示，并傳授了如何處理駐紮在克羅地亞城市的南斯拉夫軍隊的方法，隨後軍隊試圖起訴斯皮格爾，理由是叛國和試圖非法進口武器。
克羅地亞軍隊被發現進口武器以对付在克寧的事態。波黑、克羅地亞、馬其頓和斯洛文尼亞均選出了傾向獨立的政府。斯洛文尼亞要求尊重公投的結果并獨立，南斯拉夫面臨迫在眉梢的瓦解危機。
在1991年3月12日，南斯拉夫人民軍和聯邦主席團的主席會面，軍隊試圖說服主席南斯拉夫進入緊急狀態，這將使得軍隊控制國家。南斯拉夫軍隊的總參謀長維利科·卡迪耶维奇認為，破壞國家的陰謀正在進行，他聲稱：
破壞南斯拉夫的卑劣計劃正在實施。其第一步是內戰，第二步是外國介入。並且在南斯拉夫各地建立傀儡政權
 — 維利科·卡迪耶维奇、1992年3月12日
這一声明意味著要求獨立的各共和國政府是西方國家的爪牙，必須清除。克羅地亞代表斯捷潘·梅西奇對此十分憤怒，認為約維奇和卡迪耶维奇爲了實現大塞爾維亞而試圖動用軍隊力量。而約維奇和卡迪耶维奇則批評「這就是戰爭」，對各共和國代表要求他們同意實施戒嚴令，并聲稱不實施戒嚴令的話南斯拉夫就會崩潰。在這場會議上，提出了爲了終結在克羅地亞的危機，以及承認保護塞爾維亞人的軍事行動而實施戒嚴令的提案。表决因波黑代表中塞爾維亞人的反對而被否決。波黑代表認為，仍有不使用武力通過和平方式解決問題的可能，反對實施戒嚴令。聯邦主席團在此之後很快閉會。約維奇的聯邦主席團主席任期在會議后結束，約維奇阻止次任主席克羅地亞人斯捷潘·梅西奇就職，而讓親近米洛舍維奇的黑山政府的布蘭科·科斯蒂奇就任主席之職。
在1991年5月19日，克羅地亞舉行了決定是否獨立的公民投票。83.56%的選民參加了投票，而塞爾維亞人則抵制投票。94.17%的投票者支持克羅地亞獨立（佔總數的78.69%，1.2%則表示反對）。
斯洛文尼亞和克羅地亞都在1991年6月25日宣佈獨立。翌日（6月26日），聯邦主席團下令軍隊要控制南斯拉夫各共和國的邊界。然而，南斯拉夫人民軍并不願意在自己的國土上進行戰爭。1991年7月7日，在世界各國的施壓之下，南斯拉夫聯邦和斯洛維尼亞及克羅地亞達成為期三個月的停火協定，稱為布里歐尼協定。斯洛文尼亞和克羅地亞暫緩獨立三個月，在這個期間中，南斯拉夫軍隊必須完全從斯洛文尼亞撤離。
恢復南斯拉夫聯邦的談判在歐洲共同体和彼得·卡靈頓計劃方案之時以失敗告終。在卡靈頓的計劃中，南斯拉夫將分階段解體，各共和國承認聯邦其他構成共和國的獨立。作為交換，歐洲諸國對米洛舍維奇政權保證居住在塞爾維亞共和國的塞爾維亞人將得到保護。然而米洛舍維奇並不同意這個計劃。歐洲共同体并沒有解體南斯拉夫的權利，並且這項計劃將塞爾維亞人分割在塞爾維亞、黑山、波黑、克羅地亞四國，認為有損塞爾維亞人的利益。卡靈頓提議就這項計劃在各共和國實施公民投票。莫米爾·布拉托維奇統治的黑山最初同意這項計劃。然而，由於塞爾維亞的米洛舍維奇施壓，黑山改變了自身立場，反對這項解體南斯拉夫的計劃。

### 在克羅地亞的戰爭
在1991年3月底4月初，發生了十六湖事件，克羅地亞獨立戰爭爆發，交戰雙方是克羅地亞政府和克拉依納自治區的塞爾維亞人叛軍（得到了塞爾維亞人控制的南斯拉夫人民軍的支持）。1991年4月1日，克拉依納自治區宣佈它將自克羅地亞獨立。克羅地亞宣佈獨立后，克羅地亞的塞爾維亞人也立即宣佈建立西斯拉沃尼亞和東斯拉沃尼亞·巴拉亞·西斯雷姆自治組織。在1991年12月19日，這三個地區被合併入塞爾維亞克拉伊納共和國。而克羅地亞東部的其他塞爾維亞人勢力也聲稱他們要加入塞爾維亞克拉伊納共和國。薩格勒布開始停止向貝爾格萊德繳交稅款，而克羅地亞的塞爾維亞人也拒絕給薩格勒布納稅。在一些地方，南斯拉夫軍隊扮演了緩衝區的角色。而在其他地方，他們幫助塞爾維亞人對抗克羅地亞軍隊和警察、
在南斯拉夫解體的過程中，仇外和民族間的關係緊張在克羅地亞獨立戰爭中明顯體現。克羅地亞和塞爾維亞雙方都在政治宣傳中煽動對對方的恐懼，他們爲了獲得支持，在宣傳中聲稱自己民族被迫害，并誇大自己民族的死者數。在戰爭初期的數月，塞爾維亞人支配的南斯拉夫陸軍和海軍包圍了聯合國教科文組織世界遺產，克羅地亞小鎮斯普利特和杜布羅夫尼克及其附近的村莊，並對平民聚居區展開炮擊。作為塞爾維亞的政治宣傳，南斯拉夫的媒體宣稱攻擊的理由是因為這些城市有烏斯塔沙」的軍隊和國際恐怖分子藏匿。而根據聯合國的調查，杜布羅夫尼克并沒有這些武裝力量。克羅地亞軍隊的戰力在此之後增加。当時和米洛舍維奇有盟友關係的黑山總理米洛·久卡諾維奇趁此機會宣揚黑山民族主義，聲稱若杜布羅夫尼克被控制，黑山的領土將可擴大至杜布羅夫尼克。黑山的民族主義者主張杜布羅夫尼克在歷史上屬於黑山。並且現在黑山的國境是由古板且無知的布爾什維克的地圖製作者劃定的。同時，塞爾維亞政府否定了其盟友黑山政府的這些說法。塞爾維亞總理德拉古·澤萊諾維奇聲稱杜布羅夫尼克在歷史上屬塞爾維亞，并不屬於黑山。各國的每天對塞爾維亞攻擊杜布羅夫尼克十分關注，并報道這是米洛舍維奇在南斯拉夫解體過程中試圖建設大塞爾維亞的證據。這些報道指出，米洛舍維奇在其黑山盟友和塞爾維亞民族主義者的支持下，爲了奪取杜布羅夫尼克試圖獲得黑山的支持。
在武科瓦爾，克羅地亞人和塞爾維亞人民族間的緊張在南斯拉夫軍隊入城時發展為暴力。南斯拉夫軍隊和塞爾維亞人準軍事組織通過城鎮戰佔領了城市，破壞克羅地亞人的資產。塞爾維亞人武装勢力對克羅地亞人施展暴行，殺害了超過200人，其他克羅地亞人則被強制驅逐出武科瓦爾。這個事件在之後被稱為武科瓦爾屠殺。

### 波黑局勢
1991年到1992年期間，在多民族居住的波士尼亞與赫塞哥維納，民族間的關係也日益緊張。波黑議會被多數派的波斯尼亞人（穆斯林）和少数派的塞爾維亞人、克羅地亞人黨派所分裂。1991年，塞爾維亞人黨派中勢力最大的塞爾維亞民主黨領導人、激進派民族主義者拉多萬·卡拉季奇對波黑的波斯尼亞人總統直接警告稱，波黑若從南斯拉夫分離，對波黑和居住在波黑的波斯尼亞人都將會是毀滅性的，并做出如下發言：
你們正在做的事情不是好事。試圖將波黑據為己有的你們的做法，和斯洛文尼亞及克羅地亞一樣，是通往地獄的高速公路。如果你們覺得你們并沒有將波黑送往地獄，那麼穆斯林人也將走向滅絕。如果在這裡發生，穆斯林人是無法保護自己的
 — 拉多萬·卡拉季奇、1991年10月14日。在這裡「穆斯林」是指波斯尼亞人。
1991年，塞爾維亞總統米洛舍維奇和克羅地亞總統圖季曼曾秘密談判將波黑瓜分為塞爾維亞人和克羅地亞人統治區，以迴避在波黑發生戰爭。在波黑的塞爾維亞人于1991年11月舉行公投，其結果顯示大多數投票支持波黑繼續和塞爾維亞及黑山留在一個國家內。
在公共場合，塞爾維亞媒體對外宣稱，波黑將會基於民主政治，加入新的南斯拉夫。然而，波黑政府并沒有認真接受這個提案。

### 馬其頓局勢
在馬其頓獨立公投中，95.26%的投票者支持馬其頓獨立。9月，馬其頓也宣佈獨立。有五百名美軍士兵被聯合國派駐至馬其頓，監視馬其頓和塞爾維亞的北部邊境。然而，貝爾格萊德并沒有干預馬其頓的獨立，也沒有對馬其頓的獨立提出抗議。南斯拉夫並未阻止聯合國的行動，並且承認了馬其頓的獨立，和馬其頓樹立的外交關係。馬其頓因而成為南斯拉夫各共和國中唯一一個在獨立過程中沒有被武裝干涉的國家。馬其頓的首任總統基羅·格利戈羅夫和貝爾格萊德及各前南斯拉夫共和國都維持了友好關係。不過，馬其頓和塞爾維亞之間仍然有邊境問題以及普雷舍沃谷地問題。

## 國際社會承認解體
在1991年11月，羅伯特·巴丹戴爾領導的南斯拉夫和平會議仲裁委員會承認南斯拉夫正在解體。克羅地亞和波黑的塞爾維亞人并沒有權利去自行組建新國家，前南斯拉夫各共和國的邊界將成為新國家的邊界。聯合國安全理事會于1991年11月27日一致通過聯合國安理會第721號決議，這為聯合國在南斯拉夫執行維和行動鋪平了道路。
1992年1月，在聯合國的監督下，克羅地亞和南斯拉夫簽訂了停戰協定。而塞爾維亞人和克羅地亞人繼續就波黑的分區方案展開談判。1992年1月15日，克羅地亞和斯洛文尼亞的獨立被世界各國廣泛承認。

## 波黑獨立及戰爭（1992–1995）
1992年1月9日，波黑的塞爾維亞人議會宣佈，波斯尼亚和黑塞哥维那塞族共和国獨立（即後來的塞族共和國），並且將繼續留在南斯拉夫。波黑在1992年2月舉行了決定是否獨立的全民公投。塞爾維亞人抵制這次公投，投票率約在64–67%之間，有98%的投票者支持波黑獨立。波黑于1992年4月5日宣佈獨立，波斯尼亚和黑塞哥维那塞族共和國也緊接著宣佈獨立。波黑戰爭在不久之後爆發。
實際證明，這是對南斯拉夫社會主義聯邦共和國的最後一擊。1992年4月28日，以塞爾維亞為主的南斯拉夫聯盟共和國（FRY）宣佈建立，其由塞爾維亞和黑山組成。南斯拉夫聯盟共和國宣稱其是南斯拉夫社會主義聯邦共和國的繼承者，但國際社會拒絕承認。這個問題十分重要，關係到南斯拉夫在海外資產的繼承問題，也包括南斯拉夫在許多國家的大使館。只有在1996年，南斯拉夫聯盟共和國曾暫時放棄宣稱要求繼承南斯拉夫社會主義聯邦共和國的遺產。南聯盟由斯洛博丹·米洛舍維奇及他的政治夥伴控制。
前南斯拉夫西部地區的戰爭于1995年結束，戰爭雙方在美國簽署了岱頓協定。在整個1990年代，塞爾維亞人、馬其頓人和阿爾巴尼亞人之間的戰爭都在持續。阿爾巴尼亞人民族主義者和馬其頓共和國政府之間的紛爭直到2001年以後才結束。

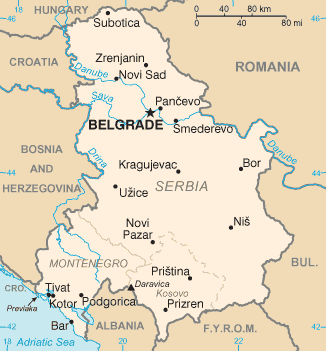
南斯拉夫聯盟共和國由塞爾維亞和黑山組成

## 科索沃戰爭（1996–1999）
斯洛博丹·米洛舍維奇在1990年大幅減小了科索沃和伏伊伏丁那的自治權，并安排自己的支持者掌控這兩個自治省。米洛舍維奇還在科索沃導入塞爾維亞的教育系統，阿爾巴尼亞人拒絕這一行為，設立了自己的教育系統。此外，許多阿爾巴尼亞人都被解雇，阿爾巴尼亞語的報紙和電視也被禁止。1991年9月，科索沃的影子議會實施了關於科索沃是否獨立的公民投票。雖然塞爾維亞人治安部隊對投票百般阻撓，科索沃的阿爾巴尼亞人投票率還是達到了90%，其中98%支持科索沃獨立。而塞爾維亞政府則聲稱投票無效。1996年4月22日，被稱為科索沃解放軍的武裝組織和塞爾維亞治安部隊在多地發生衝突。自此之後，武裝衝突日益升級。1999年1月15日，發生了拉查克大屠殺事件，這起事件是由米洛舍維奇及塞爾維亞軍隊所策劃實行的。事件曝光之後，西方各國和聯合國安理會都對南斯拉夫進行指責。隨後雙方開始進行和談，阿爾巴尼亞人代表雖然接受了和平協定，塞爾維亞卻拒絕在和平協定上簽字。北約隨即于1999年3月24日開始對南斯拉夫聯盟共和國進行空襲，空襲一直持續到6月11日。米洛舍維奇后接受了維和部隊進駐科索沃的條件。隨後，科索沃維和部隊（KFOR）進駐科索沃。科索沃戰爭宣告結束。

## 最終解體（2006–2008）
1992年4月28日，塞爾維亞和黑山這兩個留在前南斯拉夫的國家宣佈南斯拉夫社會主義聯邦共和國改名為南斯拉夫聯盟共和國。聯合國于1992年9月22日阻止南斯拉夫聯盟共和國繼承南斯拉夫社會主義聯邦共和國在聯合國的席位。南斯拉夫直到2000年11月1日才重新加入聯合國。2003年2月4日，該國又改名為塞爾維亞和黑山。
塞爾維亞和黑山是一個鬆散的國家聯盟。2006年5月21日，黑山舉行了獨立公投，55.5%的投票者支持黑山獨立。黑山于2006年6月3日宣佈獨立。自1999年之後，科索沃就處在聯合國科索沃臨時行政當局特派團的管理之下。科索沃于2008年2月17日宣佈獨立，不過塞爾維亞拒絕承認，在國際社會中得到110个国家的承認。

## 南斯拉夫解体后被普遍承认的主权国家一览表
| 憲法順序                         | 名稱                               | 舊國旗                           | 國旗                             | 舊國徽                           | 國徽                             | 加入年份                         | 首都                             | 地理區                           | 現況                             | 地图                             |
| 广泛承认的前南斯拉夫独立主权国家 | 广泛承认的前南斯拉夫独立主权国家   | 广泛承认的前南斯拉夫独立主权国家 | 广泛承认的前南斯拉夫独立主权国家 | 广泛承认的前南斯拉夫独立主权国家 | 广泛承认的前南斯拉夫独立主权国家 | 广泛承认的前南斯拉夫独立主权国家 | 广泛承认的前南斯拉夫独立主权国家 | 广泛承认的前南斯拉夫独立主权国家 | 广泛承认的前南斯拉夫独立主权国家 | 广泛承认的前南斯拉夫独立主权国家 |
| -------------------------------- | ---------------------------------- | -------------------------------- | -------------------------------- | -------------------------------- | -------------------------------- | -------------------------------- | -------------------------------- | -------------------------------- | -------------------------------- | -------------------------------- |
| 1                                | 斯洛文尼亞社會主義共和國           |                                  |                                  |                                  |                                  | 1945                             | 盧布爾雅那                       | 中歐                             | 斯洛維尼亞                       |                                  |
| 2                                | 克羅地亞社會主義共和國             |                                  |                                  |                                  |                                  | 1963                             | 札格雷布                         | 中歐                             |                                  |                                  |
| 3                                | 波斯尼亞和黑塞哥維那社會主義共和國 |                                  |                                  |                                  |                                  | 1945                             | 薩拉熱窩                         | 南歐                             |                                  |                                  |
| 4                                | 黑山社會主義共和國                 |                                  |                                  |                                  |                                  | 1945                             | 波德戈里察                       | 南歐                             | 蒙特內哥羅                       |                                  |
| 5                                | 馬其頓社會主義共和國               |                                  |                                  |                                  |                                  | 1945                             | 斯科普里                         | 南歐                             | 北馬其頓                         |                                  |
| 6                                | 塞爾維亞社會主義共和國             |                                  |                                  |                                  |                                  | 1945                             | 貝爾格萊德                       | 南歐                             | 塞爾維亞                         |                                  |
| 已不存在的前南斯拉夫独立主权国家 |                                    |                                  |                                  |                                  |                                  |                                  |                                  |                                  |                                  |                                  |
| 1                                | 南斯拉夫聯盟共和國                 |                                  |                                  |                                  |                                  | 1990                             | 貝爾格萊德                       | 南歐                             | 塞爾維亞與蒙特內哥羅             |                                  |
| 2                                | 塞爾維亞共和國                     |                                  |                                  |                                  |                                  | 1990                             | 贝尔格莱德                       | 南歐                             | 塞爾維亞                         |                                  |
| 3                                | 蒙特內哥羅共和國                   |                                  |                                  |                                  |                                  | 1992                             | 波德戈里察                       | 南歐                             | 蒙特內哥羅                       |                                  |

## 延伸閱讀
- Almond, Mark, Europe’s Backyard War, William Heinemann Ltd, Great Britain, 1994
- et al. Duncan, W. Raymond and Holman, G. Paul, Ethnic Nationalism and Regional Conflict: The Former Soviet Union and Yugoslavia, Westview Press Inc, USA, 1994. ISBN 0-8133-8813-9
- Dragosavljevic, Angelija, Slobodan Milosevic: A Study In Charismatic Leadership And Its Distortions 1987–1992, Australian National University Press, Canberra, 1993
- Glenny, Misha, "The Fall of Yugoslavia", Penguin, 3rd Edition 1996, ISBN 0-14-026101-X
- LeBor, Adam  "Milosevic: A Biography", Bloomsbury, 2002, ISBN 0-7475-6181-8
- Magas, Branka, The Destruction of Yugoslavia: Tracking the Break-up 1980–1992, Verso, Great Britain, 1993. ISBN 0-86091-593-X
- Mojzes, Paul, Yugoslavian Inferno: in the Balkans, The Continuum Publishing company, USA, 1994
- Radan, Peter, Break-up of Yugoslavia and International Law, Routledge, Great Britain, 2002
- Woodward, Susan, L. Balkan Tragedy: Chaos & Dissolution after the Cold War, the Brookings Institution Press, Virginia, USA, 1995

## 外部連結
- Video on the Conflict in the Former Yugoslavia from the *Dean Peter Krogh Foreign Affairs Digital Archives（页面存档备份，存于）